# Epiphragma staplesi
Epiphragma staplesi är en tvåvingeart som beskrevs av Alexander 1948. Epiphragma staplesi ingår i släktet Epiphragma och familjen småharkrankar. Inga underarter finns listade i Catalogue of Life.